# Krzysztof Mielczarek
Krzysztof Mielczarek (ur. 13 kwietnia 1981) – polski koszykarz występujący na pozycjach rzucającego obrońcy lub niskiego skrzydłowego.
W sezonie 2005/2006 ustanowił rekord kariery, zdobywając 16 zbiórek w obronie, podczas meczu z Prokomem Trefl Sopot. Jest to jeden z dziesięciu (5) najlepszych wyników w historii PLK, uwzględniając statystyki od sezonu 2003/2004.

## Osiągnięcia
Drużynowe
- Mistrz Polski (2007)

Indywidualne
- Zaliczony do składu honorable mention I ligi (2012 przez eurobasket.com)[2]
- Lider:
  - całego sezonu PLK w przechwytach (2006)
  - I ligi w:
    - zbiórkach (2012 – 11,9)
    - skuteczności rzutów z gry (2009 – 61,5%)[3]